# Gemeindeedikt

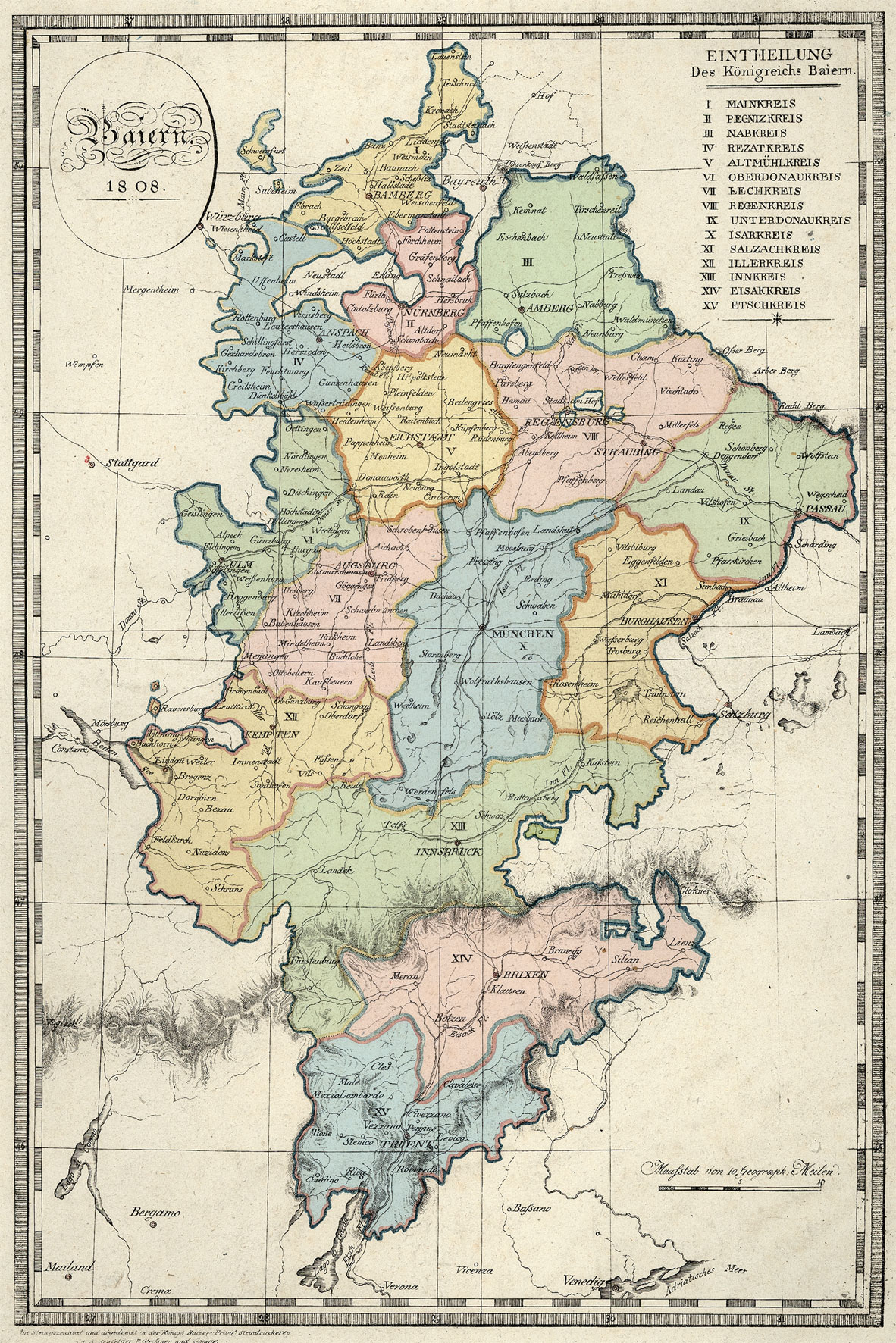
Verwaltungsgliederung 1808 („Eintheilung des Königreichs Baiern“)

Die Gemeindeedikte waren Erlasse von König Maximilian I. und Teil der „Revolution von oben“ im Königreich Bayern Anfang des 19. Jahrhunderts. Sie wurden im Wesentlichen von Maximilian Joseph Graf von Montgelas und Georg Friedrich von Zentner entworfen. Die mit den Gemeindeedikten geschaffenen über 8500 Gemeinden bildeten das Grundgerüst der Verwaltungsgliederung Bayerns bis zur Gebietsreform in Bayern in den 1970er Jahren.
Hintergrund der Reformen war der Zustand der bayerischen Staatsfinanzen, die eine Neuordnung der Finanzverwaltung und eine Steuerreform erforderten. Mit der Einrichtung einer eigenen Verfassung kam König Maximilian I. auch der Einführung des französischen Hegemonialsystems durch Kaiser Napoleon Bonaparte im Königreich Bayern zuvor.

## Erstes Gemeindeedikt
Das Erste Gemeindeedikt vom 28. Juli bzw. 24. September 1808 hatte die Formierung der politischen Gemeinden zum Ziel. Es wurden einheitliche Kataster geschaffen und die Landgerichte in Steuerdistrikte eingeteilt. Die Gemeindegrenzen sollten mit den Steuerdistriktgrenzen übereinstimmen.
Darüber hinaus verstaatlichte der Staat unter Montgelas das Vermögen sowie die zahlreichen Stiftungen der Gemeinden. Gerade das erwies sich als Fehlschlag, da die Entscheidungsbefugnisse zu stark nach oben in die Ministerien verlagert worden waren und dadurch der Staatsapparat zu schwerfällig wurde. Noch unter Montgelas begann die Rückführung des Gemeindevermögens in die kommunale Selbstverwaltung.

## Zweites Gemeindeedikt
Eine weitgehende Wiederherstellung der gemeindlichen Selbstverwaltung erfolgte über das Zweite Gemeindeedikt vom 17. Mai 1818. Eigener Wirkungskreis der Gemeinden waren die Verwaltung des rückerstatteten Gemeinde- und Stiftungsvermögens, die Aufnahme von Bürgern, die Mitwirkung bei der Zulassung von Gewerben und gewisse Zuständigkeiten in der Kirchenverwaltung und im Volksschulwesen. Im übertragenen Wirkungskreis war die Gemeinde für die Ortspolizei zuständig.

## Gemeindeverfassung
Die Gemeindeedikte teilten die Gemeinden in Städte und größere Märkte mit Magistrat und Ruralgemeinde (ab 1835 Landgemeinden), die einen Gemeindevorsteher an der Spitze hatten, ein.
Städte und größere Märkte wurden nach der Einwohnerzahl in drei Klassen eingeteilt: Städte 1. Ordnung (wie z. B. München, Nürnberg, Regensburg), Städte 2. Ordnung (wie z. B. Amberg, Weiden), Städte 3. Ordnung (wie z. B. Vohenstrauß, Auerbach, Pegnitz) und Märkte (wie z. B. Neuhaus, Königstein).
Daneben wurden auf dem Land Ruralgemeinden gebildet. Die Verwaltung der Ruralgemeinden geschah durch einen Gemeindeausschuss, der sich aus dem Gemeindevorsteher und dem Gemeindepfleger, wenn notwendig zusätzlich aus einem Stiftungspfleger und drei bis fünf weiteren Gemeindebevollmächtigten zusammensetzte, den Vorgängern der heutigen Gemeinderäte. Wegen der bis 1848 fortbestehenden Sonderrechte des Adels war eine Unterscheidung in landgerichtliche und patrimonialgerichtliche Ruralgemeinden nötig. Ehemalige Hofmarken wurden in der Regel in Patrimonialgemeinden zweiter Klasse, Standesherrschaften unterstellte Gemeinden in Patrimonialgemeinden erster Klasse umgewandelt, alle anderen Landgemeinden waren den Landgerichten zugeordnet.